# Francesco Saverio Romano
Francesco Saverio Romano detto Saverio (Palermo, 24 dicembre 1964) è un politico italiano, coordinatore di Noi Moderati dal 2023.
È stato deputato alla Camera dal 30 maggio 2001 al 22 marzo 2018, dove ha ricoperto gli incarichi di sottosegretario di Stato al Ministero del lavoro e delle politiche sociali dal 23 aprile 2005 al 17 maggio 2006 nel terzo governo Berlusconi, e di ministro delle politiche agricole alimentari e forestali dal 23 marzo al 16 novembre 2011 nel quarto governo Berlusconi.

## Biografia
Sposato con Stefania, è padre di tre figli: Antonio, Giorgio e Chiara. 
Nel 1988 si laurea in giurisprudenza all'Università degli Studi di Palermo, con una tesi dal titolo "Spunti di riflessione su progetto preliminare del nuovo codice di procedura penale".
Nel 1992 si abilita alla professione forense e si iscrive all'Albo degli avvocati e dei procuratori legali di Palermo.
Nel 2018 si iscrive all'Albo Speciale degli Avvocati Cassazionisti.

### Carriera politica regionale
Inizia la sua carriera politica da giovanissimo all'interno dell'Università di Palermo, ricoprendo dal 1985 al 1987 la carica di Consigliere di Amministrazione dell'Opera Universitaria come rappresentante degli studenti.
Fin dai suoi primi passi in politica, aderisce alla Democrazia Cristiana, divenendo segretario regionale del Movimento Giovanile.
Alle elezioni amministrative del 1990 viene eletto consigliere della Provincia di Palermo, ricoprendo dal 1993 al 1994 la carica di assessore alla viabilità nella giunta monocolore democristiana presieduta da Francesco Caldaronello e contemporaneamente divenendo capogruppo consiliare della DC. 
Alle elezioni del 1994 si ricandida e viene rieletto consigliere provinciale per il Partito Popolare Italiano nel collegio elettorale di Bagheria. Il 3 novembre del 1994 si dimette da Consigliere Provinciale per dedicarsi alla professione di avvocato.
Nel 1997 viene designato presidente dell'Istituto regionale per il credito alla cooperazione (IRCAC) della Sicilia dalla giunta regionale di centro-destra presieduta da Giuseppe Provenzano, ricoprendo la carica fino al 2001.

### Deputato CCD e UDC
Alle elezioni politiche del 2001 viene eletto per la prima volta alla Camera dei Deputati nel collegio uninominale di Bagheria per la Casa delle Libertà (in quota Cristiani Democratici Uniti), ottenendo il 60,71% e superando Raffaele D'Anna dell'Ulivo (27,29%). Durante la XIV Legislatura si iscrive prima al gruppo CCD-CDU, poi nel 2002 a quello unitario dell'Unione di Centro: è stato componente delle Commissioni Giustizia, Bilancio, Finanze, Cultura, Trasporti e Vigilanza sulla Cassa depositi e prestiti .
Alle elezioni comunali del 2001 è eletto consigliere comunale di Belmonte Mezzagno per una lista unitaria di centrodestra, venendo altresì nominato presidente del consiglio comunale.
Il 9 novembre 2002 nel corso della discussione della legge finanziaria 2002 Romano redige un emendamento, poi approvato, che consente alla Regione Siciliana di incamerare le tasse versate dalle aziende che, non avendo sede legale nella Regione, hanno stabilimenti nel suo territorio.

#### Sottosegretario al Lavoro e politiche sociali
In seguito alla nascita del terzo governo Berlusconi nel 2005, è stato nominato Sottosegretario di Stato al Ministero del lavoro e delle politiche sociali, su indicazione del suo partito.
Alle elezioni politiche del 2006 è confermato alla Camera nella circoscrizione Sicilia 1 nella lista dell'UDC. Nella XV Legislatura ha ricoperto il ruolo di segretario della Delegazione parlamentare presso l'Assemblea del Consiglio d'Europa e di componente della Commissione Giustizia e della Delegazione parlamentare presso l'Assemblea dell'Europa occidentale.

#### Segretario regionale UdC in Sicilia
Nel luglio 2006 è nominato segretario dal Comitato Regionale, per poi essere eletto per acclamazione il 4 marzo 2007 Segretario Regionale dell'UDC in Sicilia.
Nel dicembre 2007 viene incaricato dal segretario nazionale UDC Lorenzo Cesa di dirigere il dipartimento organizzativo del partito, incarico che mantenne fino alla sua fuoriuscita dalla formazione nel settembre del 2010.
Alle elezioni politiche del 2008 è rieletto alla Camera con l'Unione di Centro nella medesima circoscrizione e dal 13 maggio 2008 è componente della VI Commissione (Finanze).
Alle elezioni europee del 2009 viene candidato come capolista dell'UdC nella circoscrizione Italia Insulare, raccogliendo 110.483 voti di preferenza e risultando il più votato dell'UDC in tutta Italia: viene eletto, ma decide di mantenere il seggio alla Camera, lasciando lo scranno di Bruxelles ad Antonello Antinoro.
A luglio 2009 è stato nominato commissario dell'UdC nella provincia di Catania dal segretario nazionale Lorenzo Cesa.
Nel giugno 2010 viene nominato assessore esterno del comune di Misilmeri con deleghe a Programmazione e Gestione fondi extracomunali nella giunta di centrodestra presieduta da Pietro D'Aì, rimanendo in carica fino al giugno 2011.

### Sostegno al quarto governo Berlusconi
A settembre 2010, a seguito della nascita della quarta giunta regionale della Sicilia presieduta da Raffaele Lombardo, che vede una spaccatura interna all'UdC sul suo rientro in giunta con il Partito Democratico e Futuro e Libertà per l'Italia, durante una conferenza stampa a Montecitorio Romano si dimette da segretario regionale siciliano dell'UdC, in forte polemica con il proprio partito e con il leader Pier Ferdinando Casini, e fa prospettare la sua uscita dalla forza politica.
Di conseguenza, il 28 settembre 2010, insieme ai deputati meridionali Calogero Mannino, Michele Pisacane, Giuseppe Drago e Giuseppe Ruvolo aderisce al Gruppo misto, fondando la componente I Popolari di Italia Domani (PID).
I cinque deputati si schierano a sostegno della maggioranza parlamentare di centro-destra di Silvio Berlusconi e come primo atto votano favorevolmente il voto di fiducia al governo.

#### Ministro delle politiche agricole
Il 23 marzo 2011, in sostituzione di Giancarlo Galan, viene nominato Ministro delle politiche agricole alimentari e forestali nel governo Berlusconi IV, giurando nelle mani del Presidente della Repubblica Giorgio Napolitano e determinando l'appoggio interno di Iniziativa Responsabile al governo. Rimane in carica fino alle dimissioni dell'esecutivo il 16 novembre 2011.

### Deputato PdL/Forza Italia
Alle elezioni politiche del 2013, grazie a un accordo con Il Popolo della Libertà, viene candidato ed eletto alla Camera dei Deputati nella circoscrizione Sicilia 1, come esponente di Cantiere Popolare all'interno delle liste del PdL.
Alla Camera si iscrive, così come anche il senatore Ruvolo al Senato, al gruppo parlamentare del PdL; Il 16 novembre di quell'anno, con la sospensione delle attività del partito, prosegue la sua attività in Forza Italia e il 24 marzo 2014 ne diventa membro del Comitato di Presidenza.
Il 4 maggio 2015 Romano decide di non seguire l'indicazione di Forza Italia di uscire dall'aula in occasione dell'approvazione dell'Italicum, ma di rimanere seduto al proprio seggio e votare contro la nuova proposta di legge elettorale.

### Passaggio ad ALA e sostegno al governo Renzi
A fine luglio 2015 abbandona il gruppo di Forza Italia e aderisce ad Alleanza Liberalpopolare-Autonomie (ALA) di Denis Verdini, che mira, oltre alla prosecuzione del cosiddetto "Patto del Nazareno", a raccogliere tutti quei parlamentari che vogliono abbandonare Forza Italia per entrare nella maggioranza parlamentare a sostegno del governo Renzi.
Per tale motivo il 23 settembre 2015 abbandona il gruppo parlamentare di Forza Italia alla Camera, per passare, assieme ad altri sette deputati ex FI che avevano aderito ad ALA (Ignazio Abrignani, Massimo Parisi, Luca D'Alessandro, Giuseppe Galati, Giovanni Mottola, Monica Faenzi, Giorgio Lainati), al Gruppo misto; il giorno successivo costituisce con gli altri sei deputati di ALA la componente interna al gruppo misto "Alleanza Liberalpopolare Autonomie (ALA) - Movimento Associativo Italiani all'Estero (MAIE)".
Il 13 ottobre 2016, infine, assieme agli altri sette deputati di ALA, abbandona il Gruppo misto per aderire al nuovo gruppo parlamentare di maggioranza "Scelta Civica-ALA per la Costituente Liberale e Popolare-MAIE", nato dall'unione di Alleanza Liberalpopolare-Autonomie, Scelta Civica di Enrico Zanetti e il MAIE.
Dal 14 novembre 2016 sino alla fine della legislatura è stato Presidente del gruppo parlamentare "Noi con L'Italia-Scelta Civica per l'Italia-MAIE".

### Elezioni regionali in Sicilia e ritorno nel centro-destra
In occasione delle elezioni regionali in Sicilia del 2017, presenta la lista "Popolari e Autonomisti" che federa, oltre a Cantiere Popolare, anche il Movimento per le Autonomie e "Idea Sicilia" di Roberto Lagalla, ottenendo il 7,09% e l'elezione di sei deputati: la lista risulterà determinante per l'elezione a Presidente di Nello Musumeci.
A dicembre dello stesso anno, insieme ad altri sei parlamentari tra cui i catanesi Giuseppe Compagnone e Antonio Scavone di MpA, lascia ALA preannunciando il ritorno nel centro-destra in vista delle elezioni politiche del marzo successivo. Il 19 dicembre insieme a Raffaele Fitto (Direzione Italia), Enrico Costa e Maurizio Lupi (ex Alternativa Popolare), Enrico Zanetti (Scelta Civica) e Flavio Tosi (Fare!), dà vita a Noi con l'Italia e ne diventa vice presidente.

### Il percorso in Noi con l'Italia e Noi Moderati e il ritorno alla Camera
Alle elezioni politiche del 2018 è ricandidato alla Camera nel collegio uninominale Sicilia 1 - 06 (Monreale) per la coalizione di centro-destra, ottenendo il 37,91% ed è sconfitto da Giuseppe Chiazzese del Movimento 5 Stelle (46,81%), nonché come capolista di Noi con l'Italia nel collegio plurinominale Sicilia 1 - 02, dove non è eletto in quanto la lista non supera lo sbarramento del 3%.
Si candida allora nella lista di Forza Italia alle elezioni europee del 2019 per la circoscrizione Italia insulare: con 73.291 preferenze si piazza dietro a Silvio Berlusconi e Giuseppe Milazzo, risultando il primo dei non eletti.
L'8 luglio 2021 si tiene a Roma la prima assemblea nazionale di Noi con l'Italia, nel Teatro Quirino, lista elettorale che nel frattempo si è strutturata come partito guidato da Maurizio Lupi: in questa sede viene eletto vicepresidente della forza politica.
Alle elezioni politiche del 2022 viene ricandidato alla Camera nel collegio uninominale Sicilia 1 - 03 (Bagheria) per il centro-destra, oltreché come capolista nel collegio plurinominale Sicilia 1 - 01 di Noi moderati (lista composta da Noi con l'Italia, Italia al Centro, Coraggio Italia e UdC). Vince la sfida dell'uninominale con il 38,71%, staccando di circa 16.000 voti l'avversaria del Movimento 5 Stelle Daniela Morfino (27,20%) e quella del centrosinistra Maria Saeli (15,45%).
Il 20 maggio 2023, il congresso nazionale di Noi con l'Italia lo elegge nuovo coordinatore del partito con Giuseppe Galati che prende il suo posto di vicepresidente vicario. Con la trasformazione della lista elettorale di Noi Moderati in partito, Saverio Romano ne diventa il coordinatore.
Il 26 marzo 2024 viene eletto presidente della commissione bicamerale per la semplificazione.

## Procedimenti giudiziari
Saverio Romano è stato, negli anni, indagato per diversi reati. Questi procedimenti sono stati o archiviati o l'imputato è stato assolto. 
Saverio Romano, nel 2003, è stato indagato dalla Procura di Palermo per concorso esterno in associazione mafiosa e corruzione. Il 1º aprile 2005 il GIP ha accolto la richiesta di archiviazione della Procura. Successivamente la Procura della Repubblica ha riaperto l'indagine per il sorgere di nuovi elementi, in seguito alle dichiarazioni di vari pentiti, fra cui Francesco Campanella e  Angelo Siino. Queste accuse sono state contestate da Romano e  il 17 luglio 2012 il Giudice dell'udienza preliminare del Tribunale di Palermo, al termine del processo svoltosi con rito abbreviato, assolve l'ex ministro Romano dall'accusa di concorso esterno in associazione mafiosa. Il 10 aprile seguente la sentenza di assoluzione emessa dal GUP a luglio dell'anno precedente è passata in giudicato, poiché né la Procura della Repubblica, né la Procura Generale presso la Corte di Appello hanno proposto alcuna impugnazione.
L'ex ministro delle politiche agricole è stato anche accusato da Massimo Ciancimino (figlio dell'ex sindaco mafioso Vito Ciancimino) di aver intascato tangenti per 100 000 euro e per questo è iscritto nel registro degli indagati della DDA di Palermo per concorso in corruzione aggravata dal favoreggiamento di Cosa nostra assieme ai politici dell'UDC Totò Cuffaro e Salvatore Cintola e del PdL Carlo Vizzini. Nel gennaio del 2013 la Procura di Palermo chiede l'archiviazione nei confronti di Romano e altri dall'accusa di corruzione aggravata. Il 29 luglio 2014 il giudice per le indagini preliminari Piergiorgio Morosini ha archiviato, per insussistenza di prove, le procedure contro per Carlo Vizzini, Saverio Romano, Salvatore Cuffaro e Massimo Ciancimino su richiesta della stessa Procura.
A marzo 2021 viene indagato dalla Procura di Roma per traffico di influenze illecite, nell'ambito della più ampia indagine per la fornitura di mascherine e camici, ricevuta dalla società oggetto dell'inchiesta "un bonifico di 58 784 euro segnalato come operazione sospetta dalla polizia tributaria, in quanto privo di causale". Romano ha contestato quest'accusa. Nel settembre 2024 il giudice per le indagini preliminari del tribunale di Milano ha accolto la richiesta di archiviazione formulata dal pubblico ministero, rilevando l'insussistenza dell’ipotesi di detto reato.